# Kastriot Sopa
Kastriot „Kasi“ Sopa (* 20. November 1992 in Stuttgart) ist ein deutscher Boxer im Halbweltergewicht.

## Boxkarriere
Kastriot Sopa trainierte in den Clubs SpVgg 07 Ludwigsburg, SV Gold-Blau Stuttgart, VfL Neckargartach sowie SV Heilbronn am Leinbach und hatte 2012 eine Bilanz von 33 Kämpfen mit 26 Siegen. 2011 wurde er Landesmeister von Baden-Württemberg, Süddeutscher Meister und Deutscher U21-Meister, zudem gewann er Bronze im Bantamgewicht bei der Deutschen Meisterschaft der Elite in Leipzig.
2012 in Oldenburg wurde er Deutscher Meister im Leichtgewicht und 2014 in Straubing Deutscher Meister im Halbweltergewicht. Für den Nordhäuser SV startete er in der Bundesliga, sowie 2012/13 und 2013/14 für die deutschen Teams German Eagles bzw. Team Germany in der World Series of Boxing, wo er vier von fünf Kämpfen gewinnen konnte. 2016 gewann er für die polnische Mannschaft Rafako Hussars Poland einen weiteren Kampf in der WSB gegen Luis Arcón von Caciques de Venezuela.
Er war Teilnehmer der Europameisterschaft 2013 in Minsk, wo er unter anderem mit einem Sieg gegen Howhannes Batschkow bis in das Viertelfinale kam und dort gegen Wasgen Safarjanz ausschied. Bei den Europaspielen 2015 in Baku kam er mit einem Sieg gegen Dean Walsh in das Halbfinale des Halbweltergewichts, wo er dann gegen Vincenzo Mangiacapre mit einer Bronzemedaille ausschied. Bei der Europameisterschaft 2015 in Samokow unterlag er im Achtelfinale gegen Johan Orozco.
2016 wurde er Deutscher Vizemeister im Halbweltergewicht und verlor beim olympischen Qualifikationsturnier in Baku noch in der Vorrunde des Leichtgewichts gegen Harry Garside.
2019 wurde er in Berlin Deutscher Meister im Halbweltergewicht und startete bei der europäischen Olympiaqualifikation 2020 in London, wo er in der Vorrunde gegen Tuğrulhan Erdemir unterlag.
Am 17. April 2021 bestritt er in Hamburg, mit Unterstützung durch sein Management PYX Global Sports, sein Profidebüt und siegte in der ersten Runde gegen Baxtiyar Isgandarzada.